# Discografia de Miss A
A discografia do grupo sul-coreano, Miss A, que consiste em dois álbuns de estúdio, três extended play e oito singles. O grupo vendeu mais de cem mil álbuns pela Ásia. De todos os seus singles, cinco foram primeiro lugar no Gaon Music Chart, totalizando com mais de dezesseis milhões de cópias vendidas em toda a Coreia do Sul. As outras faixas dos álbuns venderam juntas mais de quatro milhões de cópias.

## Álbuns

### Álbuns de estúdio
| Título  | Detalhes do álbum                                                                                            | Melhores posições nas paradas | Melhores posições nas paradas | Melhores posições nas paradas | Vendas                       |
| Título  | Detalhes do álbum                                                                                            | KOR Gaon                      | TWN G-Music                   | TWN E-Asian                   | Vendas                       |
| ------- | --- | ----------------------------- | ----------------------------- | ----------------------------- | ---------------------------- |
| A Class | - Lançamento: 18 de julho de 2011 - Gravadora: AQ/JYP Entertainment - Formato: CD, download digital          | 9                             | 16                            | 3                             | - KOR: 36,441+ - JPN: 3,048+ |
| Hush    | - Lançamento: 6 de novembro de 2013 - Gravadora: JYP Entertainment, KT Music - Formato: CD, download digital | 2                             | 20                            | 2                             | - KOR: 15,354+ - JPN: 1,119+ |

### Álbuns singles
| Título       | Detalhes do álbum                                                                                      | Melhores posições nas paradas | Vendas         |
| Título       | Detalhes do álbum                                                                                      | KOR Gaon                      | Vendas         |
| ------------ | --- | ----------------------------- | -------------- |
| Bad But Good | - Lançamento: 1 de julho de 2010 - Gravadora: AQ/JYP Entertainment - Formato: CD, download digital     | 6                             | - KOR: 19,837+ |
| Step Up      | - Lançamento: 27 de setembro de 2010 - Gravadora: AQ/JYP Entertainment - Formato: CD, download digital | 6                             | - KOR: 8,306+  |

### Extended plays
| Título                     | Detalhes do álbum                                                                                       | Melhores posições nas paradas | Melhores posições nas paradas | Melhores posições nas paradas | Melhores posições nas paradas | Vendas                       |
| Título                     | Detalhes do álbum                                                                                       | KOR Gaon                      | JPN Oricon                    | TWN G-Music                   | TWN E-Asian                   | Vendas                       |
| -------------------------- | --- | ----------------------------- | ----------------------------- | ----------------------------- | ----------------------------- | ---------------------------- |
| Touch                      | - Lançamento: 20 de fevereiro de 2012 - Gravadora: AQ/JYP Entertainment - Formato: CD, download digital | 2                             | —                             | 16                            | 8                             | - KOR: 21,929+ - JPN: 1,334+ |
| Independent Women Part III | - Lançamento: 15 de outubro de 2012 - Gravadora: AQ/JYP Entertainment - Formato: CD, download digital   | 4                             | 175                           | —                             | 15                            | - KOR: 14,272+ - JPN: 1,375+ |
| Colors                     | - Lançamento: 30 de março de 2015 - Gravadora: JYP Entertainment - Formato: CD, download digital        | 3                             | —                             | —                             | —                             | - KOR: 12,261+ - JPN: 595+   |

## Singles
| Ano                                                                                | Título               | Melhores posições nas paradas | Melhores posições nas paradas | Melhores posições nas paradas | Vendas            | Álbum                      |
| Ano                                                                                | Título               | KOR Gaon                      | KOR Hot 100                   | US World                      | Vendas            | Álbum                      |
| ---------------------------------------------------------------------------------- | -------------------- | ----------------------------- | ----------------------------- | ----------------------------- | ----------------- | -------------------------- |
| 2010                                                                               | "Bad Girl Good Girl" | 1                             | —                             | —                             | - KOR: 3,352,194+ | Bad But Good               |
| 2010                                                                               | "Breathe"            | 1                             | —                             | —                             | - KOR: 2,080,423+ | Step Up                    |
| 2011                                                                               | "Love Alone"         | 6                             | —                             | —                             | - KOR: 1,075,888+ | A Class                    |
| 2011                                                                               | "Goodbye Baby"       | 1                             | 1                             | 3                             | - KOR: 3,613,664+ | A Class                    |
| 2012                                                                               | "Touch"              | 2                             | 2                             | 6                             | - KOR: 2,675,320+ | Touch                      |
| 2012                                                                               | "I Don't Need a Man" | 3                             | 4                             | 5                             | - KOR: 1,714,745+ | Independent Women Part III |
| 2013                                                                               | "Hush"               | 1                             | 4                             | 4                             | - KOR: 972,717+   | Hush                       |
| 2015                                                                               | "Only You"           | 1                             | —                             | 6                             | - KOR: 1,302,985+ | Colors                     |
| "—" significa que não foi encontrado informações ou não foi lançado em tal região. |                      |                               |                               |                               |                   |                            |

## Outras músicas que entraram nas paradas
| Título                       | Ano  | Melhores posições | Álbum                      | Álbum |
| Título                       | Ano  | KOR               | Álbum                      | Álbum |
| ---------------------------- | ---- | ----------------- | -------------------------- | ----- |
| "Love Again"                 | 2010 | 92                | A Class                    |       |
| "Step Up"                    | 2010 | 34                | A Class                    |       |
| "Blankly"                    | 2010 | 39                | A Class                    |       |
| "Play That Music DJ"         | 2010 | 41                | A Class                    |       |
| "Break It"                   | 2010 | 65                | A Class                    |       |
| "One to Ten"                 | 2011 | 11                | A Class                    |       |
| "Help Me"                    | 2011 | 28                | A Class                    |       |
| "Mr. Johnny"                 | 2011 | 48                | A Class                    |       |
| "Good Bye Baby" (Silver Mix) | 2011 | 154               | A Class                    |       |
| "No Mercy"                   | 2012 | 20                | Touch                      |       |
| "Lips"                       | 2012 | 44                | Touch                      |       |
| "Over U"                     | 2012 | 52                | Touch                      |       |
| "Rock N Rule"                | 2012 | 60                | Touch                      |       |
| "Touch" (Newport Mix)        | 2012 | 132               | Touch                      |       |
| "Ma Style"                   | 2012 | 109               | Independent Women Part III |       |
| "If I Were A Boy"            | 2012 | 114               | Independent Women Part III |       |
| "Time's Up"                  | 2012 | 128               | Independent Women Part III |       |
| "Madness"                    | 2012 | 142               | Independent Women Part III |       |

## Vídeos musicais
| Ano  | Canção                           | Duração |
| 2010 | "Love Again" (versão em chinês)  | 4:14    |
| 2010 | "Love Again" (versão em coreano) | 4:07    |
| 2010 | "Bad Girl Good Girl"             | 3:50    |
| 2010 | "Breathe"                        | 3:44    |
| 2010 | "Breathe" (versão de dança)      | 3:37    |
| 2011 | "Love Alone"                     | 3:38    |
| 2011 | "Good Bye Baby"                  | 5:32    |
| 2012 | "Touch"                          | 4:19    |
| 2012 | "From One To Ten"                | 3:38    |
| 2012 | "I Don't Need A Man"             | 3:51    |
| 2013 | "Hush"                           | 3:35    |
| 2015 | "Only You"                       | 3:22    |